# Sofia Carlota de Eslésvico-Holsácia-Sonderburgo-Beck
Sofia Carlota de Eslésvico-Holsácia-Sonderburgo-Beck (31 de dezembro de 1722 - 7 de agosto de 1763) foi a mãe do grão-duque Pedro I de Oldemburgo.